# Amuro Tsuzuki
Amuro Tsuzuki (født 5. april 2001) er en japansk surfer.
Hun repræsenterede Japan ved sommer-OL 2020 i Tokyo, hvor hun vandt bronze.